# مات فريور
مات فريور (بالإنجليزية: Matt Frewer)‏ مواليد 4 يناير 1958 في واشنطن العاصمة، هو ممثل وكوميدي كندي بدأ مسيرته الفنية سنة 1983. فاز بجائزة جمناي.

## الأعمال

### أفلام
- إشتار
- هرقل
- ظهور الموتى
- المراقبون
- 50/50
- ليلة في المتحف: سر قبر
- بيكسلز

### مسلسلات
- ستار تريك: الجيل التالي
- تايني تون
- باتمان
- الكراغل
- علاء الدين
- مغامرات فهيم
- باص المدرسة العجيب
- هرقل
- فضيحة في بوهيميا
- يوريكا
- وحدة المعلومات
- خارق للطبيعة
- السماوات المتساقطة
- الموهبة
- 12 قردا

## روابط خارجية
- مات فريور على موقع IMDb (الإنجليزية)
- مات فريور على موقع ألو سيني (الفرنسية)
- مات فريور على موقع ميوزك برينز (الإنجليزية)
- مات فريور على موقع أول موفي (الإنجليزية)
- مات فريور على موقع قاعدة بيانات الأفلام السويدية (السويدية)
- مات فريور على موقع إن إن دي بي (الإنجليزية)
- مات فريور على موقع قاعدة بيانات الفيلم (الإنجليزية)
- مات فريور على موقع كينوبويسك (الروسية)